# Sachsen (Volk)

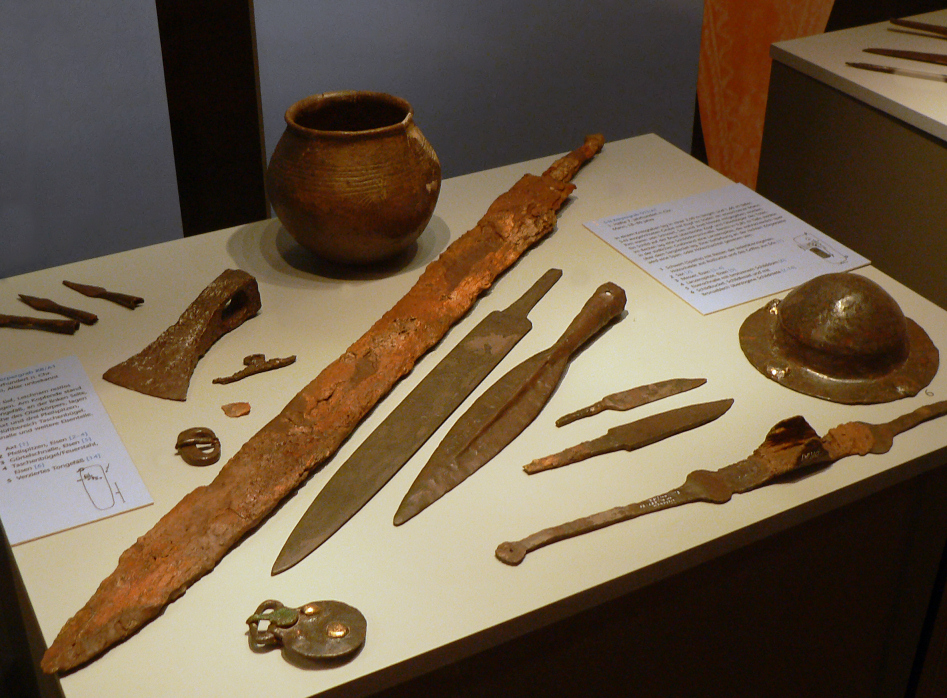
Altsächsische Grabbeigaben aus dem Gräberfeld von Liebenau

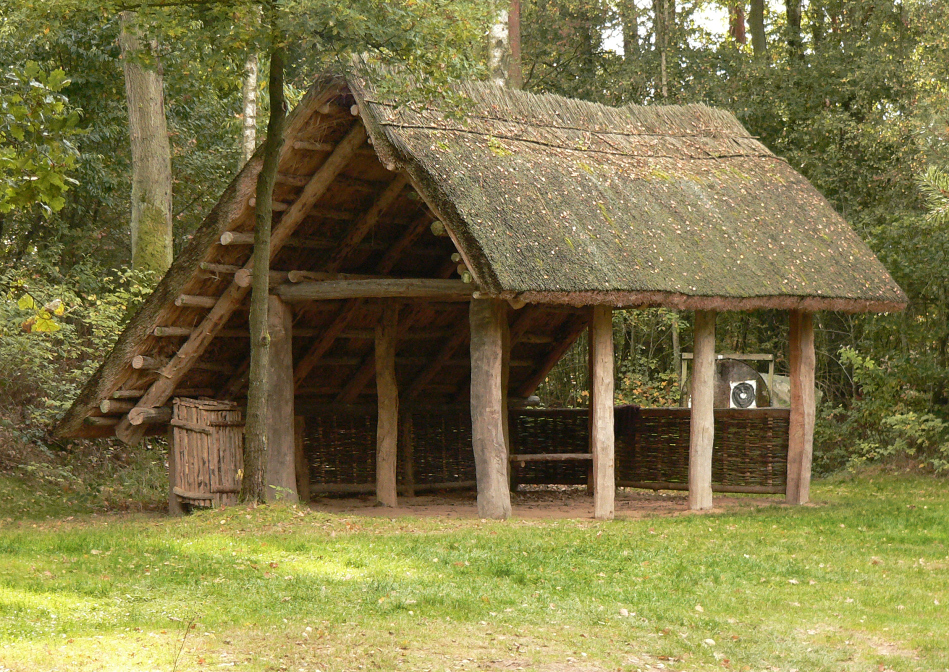
Teilrekonstruiertes germanisch-sächsisches Nebengebäude am Gräberfeld von Liebenau

Die Sachsen (seltener auch Saxonen) waren ein Stammesverband im Wesentlichen westelbischer Germanen. Der Name Saxones ist seit dem 4. Jahrhundert überliefert. In ihrem Siedlungsgebiet entstand das mittelalterliche Stammesherzogtum Sachsen, von dem zuletzt nur die Herzogtümer Sachsen-Lauenburg und Sachsen-Wittenberg übrigblieben, von letzterem leiten Sachsen und Sachsen-Anhalt ihren Namen ab. Der Name Niedersachsen ist eine Rekonstruktion des 20. Jahrhunderts mit Bezug zum mittelalterlichen Stammesherzogtum (Westfalen, Engern und Ostfalen). Der Begriff Altsächsisch bezieht sich auf die frühmittelalterlichen Sachsen.
Die Stämme der Chauken, Angrivarier und Cherusker, die sich zu den Sachsen zusammenschlossen, lebten im 1. Jahrhundert im Nordwesten des heutigen Deutschlands und im Osten der heutigen Niederlande (siehe Niedersächsisch). Seit der Merowingerzeit standen zumindest Teile der Sachsen immer wieder in einer losen Abhängigkeit zum Frankenreich, bis sie von Karl dem Großen in den Sachsenkriegen (772–804) endgültig unterworfen wurden.
Weil inzwischen die Bevölkerung des ehemaligen wettinischen Obersachsen bzw. die Bürger des Freistaates Sachsen als „Sachsen“ gelten, wird für die niederdeutschen Bewohner im Kern des originären Siedlungsgebiets der Name „Niedersachsen“ verwendet. Dabei ist es allerdings schwierig, die Konnotation zu vermeiden, es sei von Bürgern des Landes Niedersachsen die Rede. Deshalb wird in der Geschichtswissenschaft der Name Altsachsen für das gesamte Siedlungsgebiet in Westfalen, Niedersachsen (ohne die traditionellen Siedlungsgebiete der Friesen und Slawen), Holstein (außer Wagrien), den nordöstlichen Niederlanden und im westlichen Sachsen-Anhalt bevorzugt.

## Siedlungsgebiet

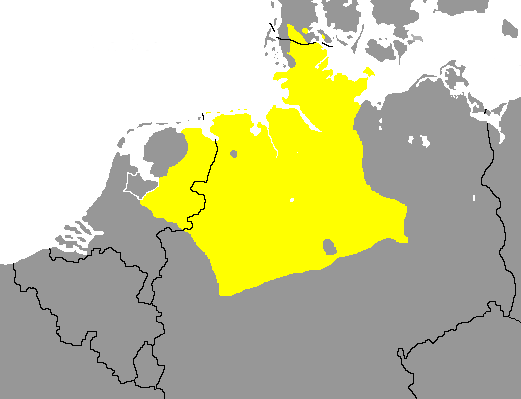
Das niedersächsische Sprachgebiet heute

Die germanischen Stämme, die später zu den Sachsen gezählt wurden, besiedelten einen weiten Raum von der Zuiderzee (heute IJsselmeer) im Westen über den Weser-Elbe-Raum bis hin zu den nördlich der Elbe im heutigen Holstein gelegenen Gebieten (bis zur Eider). Lange war die von Ptolemäus stammende Ansicht vorherrschend, die Sachsen seien von ihren mutmaßlichen Ursitzen im heutigen Holstein seit dem 3. Jahrhundert nach Süden vorgedrungen, hätten dabei zahlreiche andere Stämme unterworfen und sie dem sächsischen Stammesbund einverleibt. In diesem Zusammenhang wurden teils auch noch die jüngeren Unterwerfungen des Hamalands (heutiges Westmünsterland) sowie der Stämme der Brukterer (heutiges Münsterland und nördliches Ruhrgebiet) und Tubanten (heutige Twente, Provinz Overijssel) im 6. und 7. Jahrhundert gesehen.
Die Vorstellung einer sukzessiven Unterwerfung Norddeutschlands von den Küstengebieten aus gilt heute aber als überholt. Die wichtigste Quelle, die von jenen Ursitzen berichtet, wird heute in diesem Punkt stark angezweifelt. Darüber hinaus war die Auffassung verbreitet, die Sachsen hätten ihr Gebiet nach der Eroberung des Thüringerreiches (um 531) durch die Franken bis zur Unstrut ausgedehnt. Dies gilt nach dem heutigen Kenntnisstand ebenfalls als sehr unwahrscheinlich.
Nach Elmar Seebold hatten sich im 3. Jahrhundert Landnehmer (die sich nach ihrer Waffe „Sachsen“ nannten) aus dem Gebiet der Angeln nach Süden verlegt. Hier trafen sie auf Einheimische, deren Sprache von der ihren deutlich verschieden war. Die Landnehmer setzten sich durch und breiteten ihren Herrschaftsbereich aus. Der dadurch entstehende Großstamm und das Land wurden dabei nach den herrschenden Landnehmern genannt. Als wesentlich später, im 5. Jahrhundert, die Angeln des ursprünglichen anglischen Gebiets nach Britannien zogen, hatten die mit den Angeln verwandten Nachkommen der Landnehmer sich zu den Angeln gefügt, während die Nachkommen der dortigen Einheimischen den Überstieg nicht, oder zumindest nicht in wesentlichem Umfang, machten. Da die Sprachen der Angeln und der Landnehmer-Nachkommen eng verwandt waren, konnte in Britannien ein Kontinuum zwischen Anglisch und Sächsisch entstehen, das spätere Englisch. Im Land der Sachsen selbst verschoben sich die politischen Verhältnisse, und die ursprüngliche Bevölkerung hatte nach dem Abzug der Landnehmer-Nachkommen ein so starkes Übergewicht, dass sich ihre Sprache (d. h. vermutlich die Sprache der Chauken, die Sprache der Thüringer und vielleicht weiterer Altstämme) durchsetzte und letztendlich die Grundlage für das Niedersächsische bildete.
Die Ostgrenze des späteren sächsischen Gebietes dürfte lange Zeit am Harz gelegen haben. In Norddeutschland und den östlichen Niederlanden (Groningen, Drenthe, Overijssel, Achterhoek) haben die niedersächsischen Dialekte, die sich aus dem Altsächsischen entwickelten, auch weiterhin ihr traditionelles Sprachgebiet.

## Name
Seit den antiken und spätantiken Autoren wird der Volksname der Sachsen (lateinisch: Saxones, griechisch: Σάξονες) von dem typischen Hiebmesser des Stammes, dem Sax, abgeleitet. Dieser Zusammenhang spielt auch in der sächsischen Volkssage mehrfach eine Rolle. Eine direkte Beziehung zum Volksnamen findet sich im Annolied aus dem späten 11. Jahrhundert: „von den mezzerin alsô wahsin, wurdin si geheizzin Sahsi“ („von den Messern, den so scharfen, wurden sie Sachsen geheißen“, Kap. 21).
Aus einer Handschrift des endenden 8. Jahrhunderts, dem sogenannten sächsischen Taufgelöbnis, sollte der Täufling neben den gemeingermanischen Göttern Wodan und Donar einem vermutlich stammeseigenen Gott Saxnot abschwören.
Seit dem 3. Jahrhundert klagten römische Quellen über sächsische Seeräuber. Sachsen, Angeln und Jüten wanderten dann im 5. Jahrhundert in den südöstlichen Teil der britischen Hauptinsel, das heutige England, ein (siehe auch die Sage von Hengist und Horsa, sowie den Artikel zu Angelsachsen). Sie wurden dort nach einer gewaltsamen Landnahme zur dominierenden Kultur. So wurde im keltischen beziehungsweise irischen Sprachgebrauch der Volksname der Sachsen für England verwendet (irisch: Sasana; schottisch-gälisch: Sasainn; walisisch für die englische Sprache: Saesneg). Der heutige Name England lässt sich klar von dem der Angeln ableiten, während Landschaftsnamen wie Wessex („Westsachsen“), Essex („Ostsachsen“), Sussex („Südsachsen“) und Middlesex („Mittelsachsen“) auf die sächsischen Einwanderer hinweisen.
Die in finnischer (Saksa), estnischer (Saksamaa) und auch in altisländischer (Saxland) Sprache verwendeten Bezeichnungen für Deutschland leiten sich vom Volksstamm der Sachsen ab. In Deutschland wiederum weisen verschiedene Namen auf das ehemalige Siedlungsgebiet der Sachsen hin, so gibt es mit Niedersachsen und Sachsen-Anhalt zwei Bundesländer im Siedlungsgebiet und im Landkreis Ansbach die Orte Sachsen bei Ansbach und Sachsen bei Leutershausen.
Nach Berichten aus dem 4. Jahrhundert war das Siedlungsgebiet der Chauken deckungsgleich mit den Gebieten, in denen etwa zur selben Zeit unter anderem die Sachsen lokalisiert wurden. Da es keinerlei Hinweise auf kriegerische Auseinandersetzungen zwischen beiden Völkern gibt, wird vermutet, dass die Chauken damals ein Teilvolk der Sachsen gewesen seien bzw. sich beide Stämme friedlich zum größeren Volksverbund der Sachsen vereinigt haben.

Das Stammesherzogtum Sachsen im Heiligen Römischen Reich um das Jahr 1000

Der heutige Freistaat Sachsen, historisch auch Kurfürstentum Sachsen (Kursachsen) bzw. Obersachsen, hat mit dem historischen Volk der Sachsen im niederdeutschen Sprachraum – außer dem Namen – nichts gemein: Die Vorfahren der Bewohner des heutigen Freistaates Sachsen sprachen mitteldeutsche bzw. sorbische Dialekte.
Es handelt sich um eine dynastische Namenswanderung. Sie geschah dadurch, dass der Titel des Herzogs von Sachsen an Fürsten fiel, die außerhalb des alten Volksgebietes residierten, und der Name auf deren Länder übertragen wurde. Der Herzogstitel von Sachsen fiel nach dem Sturz Heinrichs des Löwen im Jahr 1180 an den Askanier Bernhard, der in Wittenberg residierte. Bereits zu diesem Zeitpunkt verlor im Deutschen Reich der Titel eines „Herzogs“ seine Bindung an ein Volksgebiet. Mit dem Aussterben der Askanier ging der sächsische Herzogstitel dann 1423 an das Haus Wettin über, das die Markgrafschaft Meißen innehatte, die im Gebiet des heutigen Freistaates Sachsen lag. Da der Herzogstitel von Sachsen mit der Würde eines Kurfürsten verbunden war, war er der ranghöchste und trat an die erste Stelle der Titulatur. So bezeichnete man als „Sachsen“ nun die Länder unter der Herrschaft des wettinischen Hauses der Herzöge von Sachsen. Auf diese Weise „wanderte“ mit der Verleihung der sächsischen Kurwürde an Friedrich den Streitbaren auch die Namensbezeichnung „Sachsen“ elbaufwärts.

## Geschichte

### Früheste Nennung
Die früheste Nennung der Sachsen wurde lange dem in Alexandria schreibenden Griechen Ptolemäus zugeschrieben, der in der Regierungszeit des Kaisers Mark Aurel (161–180 n. Chr.) starb und in dessen überlieferten Texten der Name des Volkes an mehreren Stellen auftaucht. Seiner Geographie zufolge bewohnten sie das Land an der Nordsee zwischen den Chauken, die bis zur Elbe siedelten, und den Sigulonen, die nordwärts einer Landenge auf der Kimbrischen Halbinsel wohnten. Die Sigulonen sind, wie zahlreiche Völker, die Ptolemäus zusammen mit ihnen nennt, sonst völlig unbekannt.
Lange Zeit hat man aus diesen Angaben auf Ursitze der Sachsen um 150 n. Chr. im heutigen Schleswig-Holstein geschlossen. Die Zuverlässigkeit dieser Angaben wird heute jedoch sehr in Frage gestellt, insbesondere weil man vermutet, dass Ptolemäus seine Informationen über die Geographie Nordeuropas aus der Zeit um Christi Geburt bezogen haben dürfte, die Sachsen aber in keiner anderen Quelle vor ihm erwähnt sind. Tacitus etwa, der um 98 n. Chr. in seinem bekannten Werk Germania den Anspruch erhob, ein vollständiges Bild der Bewohner Germaniens zu zeichnen, erwähnte die Sachsen nicht. Man nimmt deshalb heute an, dass die Nennung der Sachsen bei Ptolemäus das Resultat einer Textverderbnis ist. Die Geographie des Ptolemäus ist wie viele antike Werke nicht im Original erhalten. Die älteste Handschrift ist etwa 1100 Jahre jünger als das Werk selbst. Vermutlich schrieb Ptolemäus ursprünglich von Avionen „ΑΒΙΟΝΕΣ“ (sprich Aviones), was von späteren Abschreibern in Sachsen „ΣΑΞΟΝΕΣ“ (sprich Saxones) verändert wurde. In der Mehrzahl der Handschriften findet sich auch nicht das Wort Sachsen, sondern eine Zwischenform „ΑΞΟΝΕΣ“ (sprich Axones).

### Sachsen in der Spätantike
Abgesehen von Ptolemäus werden Sachsen erstmals bei Eutrop für das Jahr 285 genannt, wobei Eutrops Text zwischen 364 und 380 n. Chr. entstand. Dies ist insofern von Bedeutung, da Autoren des Altertums oft Völkernamen der Gegenwart zur Beschreibung der Vergangenheit benutzten. So ist denkbar, dass der Name um 285 noch nicht bekannt war, wenngleich Eutrop auf eine relativ gute Quelle zurückgriff, die Enmannsche Kaisergeschichte. Lobreden des 3. Jahrhunderts aus Gallien erwähnen direkt keine Sachsen, allerdings könnte der Panegyricus von 297 auf sie anspielen.
Die früheste zeitgenössische und somit gesicherte Nennung des Sachsennamens stammt aus einer Rede des späteren Kaisers Julian (regierte 361–363) aus dem Jahr 356, der ihn neben jenem der Franken erwähnt und beide zusammen als die „streitbarsten Völker am Rhein und am westlichen Meer“ beschreibt. Trotz zahlreicher Nennungen in spätantiken Quellen (zum Beispiel Ammianus Marcellinus) sind die Sachsen bis etwa 450 n. Chr. nicht näher geographisch fassbar. Der Volksname tritt in den Quellen dieser Zeit regelmäßig als Bezeichnung für kriegerische Seefahrer im Bereich zwischen Nordsee und Ärmelkanal auf, deren genaue Herkunft in der Regel im Dunkeln bleibt. Als Parallele dieser weitgehend unbestimmten Rede von den Franci und Saxones erscheint insofern die später geläufige von den Dani und Nordmanni zur Charakterisierung der Wikingerraubzüge. Als Antwort auf die häufigen Überfälle errichteten die Römer entlang der Süd- und Südostküste Britanniens und an der Kanalküste Galliens um das Jahr 300 den so genannten Litus Saxonicum, eine Kette stark befestigter Militärlager und Flottenstationen.
Wie andere Germanen auch, traten Sachsen in den römischen Militärdienst ein. So ist eine sächsische Schwadron, die Ala prima Saxonum in der Notitia dignitatum (um 400) erwähnt. Eine erste Nachricht, die über die Ursitze der Sachsen Auskunft geben könnte, liefert der Kirchenvater Hieronymus (um 347–419 n. Chr.) in seiner Lebensbeschreibung des Hilarion. Ein Leibwächter des Kaisers Constantius II. kam nach dieser Quelle aus dem Gebiet zwischen Sachsen und Alemannen, das im Text als Francia (Franken) bezeichnet wird. Die ersten Erwähnungen Sachsens (gr. Σαξονεία, Saxoneía; lat. Saxonia) stammen aus dem späten 4. Jahrhundert, sind aber nicht mit klaren geographischen Vorstellungen verbunden. Einen weiteren Anhaltspunkt liefert Zosimos, der berichtet, dass Sachsen die salischen Franken um die Mitte des 4. Jahrhunderts aus deren Land, der großen Rheininsel Batavia vertrieben. Verwirrend ist allerdings, dass Zosimos an dieser Stelle vom sächsischen Teilvolk der Quaden spricht, die nie am Niederrhein lebten.
Am Beginn des 5. Jahrhunderts verlor Rom zunehmend die Kontrolle über die britannischen Provinzen. Im Jahr 410 forderte Kaiser Honorius die Inselbewohner auf, sich selbst zu verteidigen. Spätestens in den 440er Jahren wurden Sachsen auf den Britischen Inseln sesshaft. Zuerst wurden sie von den Briten als Söldner angeworben, eroberten aber anschließend große Teile der Hauptinsel und siedelten sich dauerhaft an. Ihre angeblichen Anführer waren Hengest und Horsa. Ursprünglich wurden die Sachsen der britischen Inseln und jene des Festlands unterschiedslos als Sachsen bezeichnet. Erst im Verlauf des frühen Mittelalters wurde der Begriff Angelsachsen (vermutlich von Paulus Diaconus) zur Unterscheidung der britischen Sachsen von denen auf dem Festland eingeführt, bis er sich ab dem 9. Jahrhundert durchsetzte.
Gregor von Tours berichtet vom Einfall des sächsischen Heerführers Adovacrius (seine Identität mit dem bekannten Odoaker ist umstritten und eher unwahrscheinlich) nach Gallien (Angers), wobei er aber von den gallorömischen Truppen zurückgeschlagen wurde. Die Inseln der Sachsen wurden anschließend von den Franken unter Childerich I. eingenommen und verheert (siehe auch den Artikel zum Comes Paulus). Der sächsische Einfall fand Gregor zufolge nach dem Tod des Aegidius († 464) statt.

### Sachsen im 6. und 7. Jahrhundert

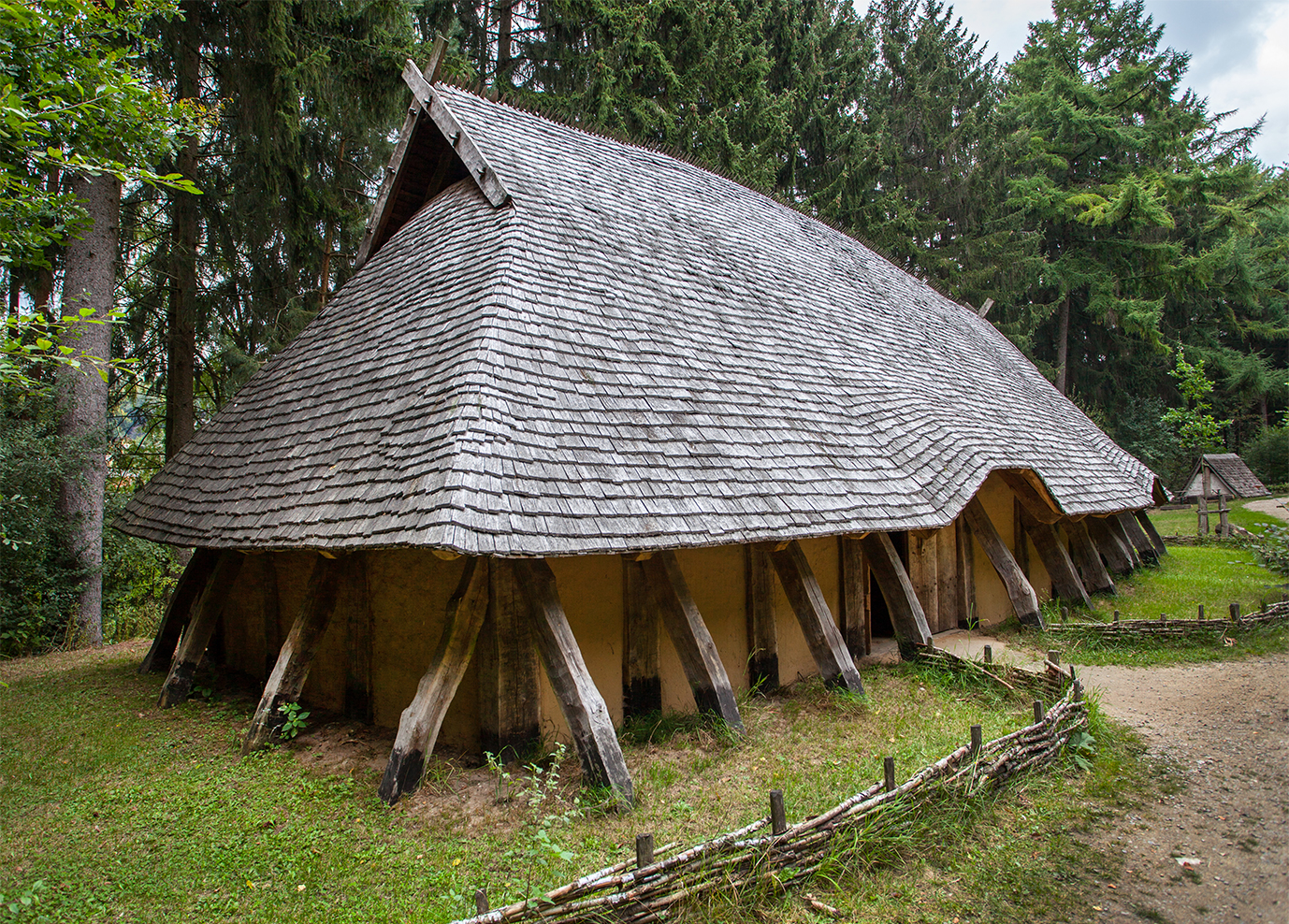
Rekonstruktion eines sächsischen Langhauses der Merowingerzeit im Archäologischen Freilichtmuseum Oerlinghausen

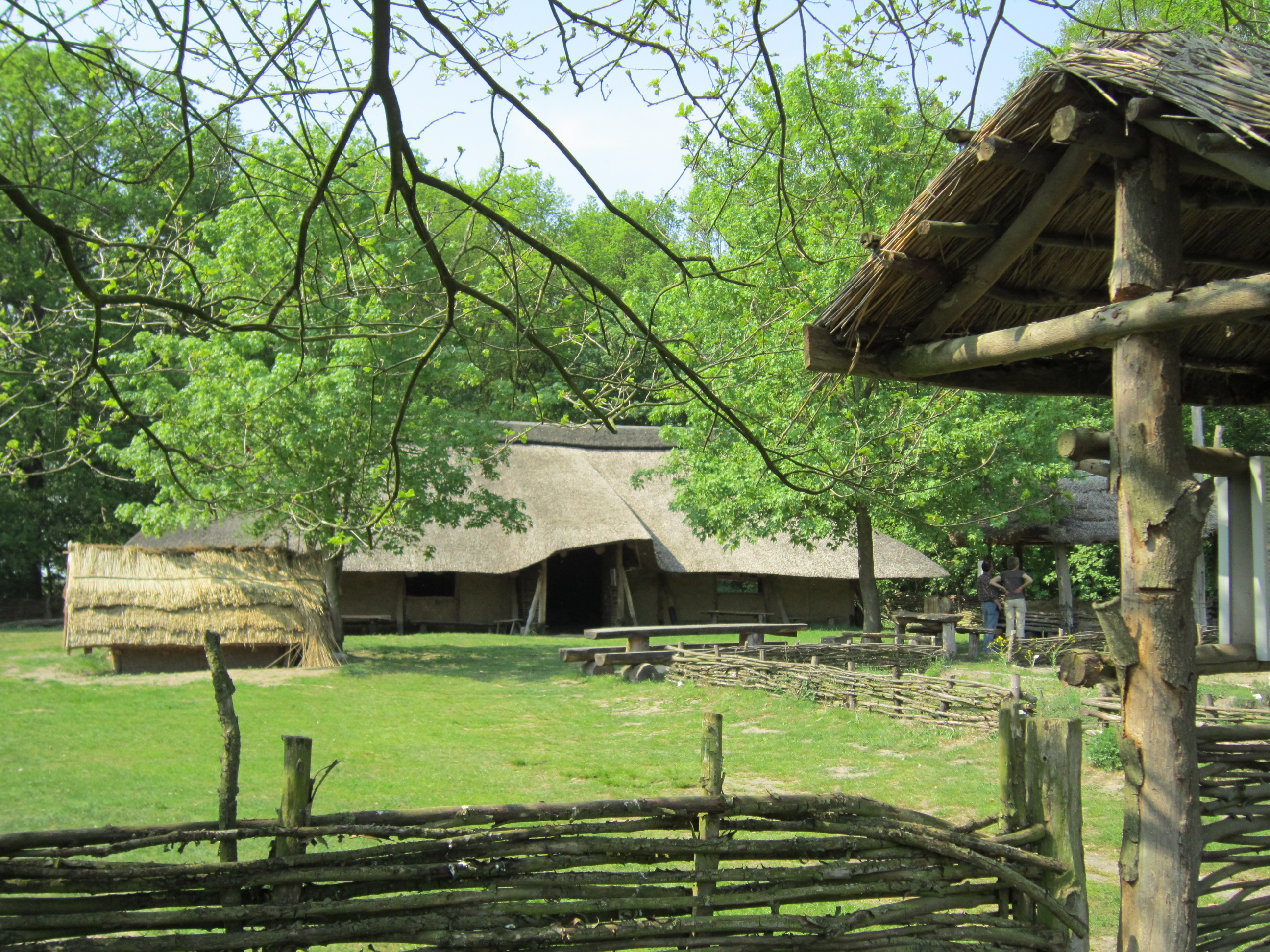
Rekonstruktion einer sächsischen Wohnanlage: Der „Sachsenhof“ in Greven-Pentrup

Nicht restlos geklärt ist die Frage, ob die Sachsen maßgeblich an der Unterwerfung des Thüringerreiches (um 531) durch die Franken beteiligt waren. Die drei wichtigsten Quellen, die davon berichten, sind ein Bericht Rudolfs von Fulda (9. Jahrhundert), die Sachsengeschichte des Widukind von Corvey aus dem Jahr 968 und die Quedlinburger Annalen (11. Jahrhundert). Insbesondere, weil alle drei Quellen lange nach der Niederwerfung des Thüringerreiches entstanden, wird ihre Glaubwürdigkeit diesbezüglich stark in Frage gestellt. Auch kann davon ausgegangen werden, dass die zwei letzteren Quellen auf den Bericht des Rudolf von Fulda zurückgriffen, der vermutlich ein persönliches Interesse an der Darstellung einer alten sächsisch-thüringischen Grenze an der Unstrut hatte. An der Unstrut lag zu Rudolfs Zeiten die Grenze zwischen dem Erzbistum Mainz und dem Bistum Halberstadt, während die sächsisch-thüringische Grenze auch im 9. Jahrhundert höchstwahrscheinlich am Harz lag. Vor allem berichtet keine zeitgenössische Quelle (Gregor von Tours, Prokopios von Caesarea) von einer sächsischen Beteiligung.
Hingegen scheinen die Sachsen in der ersten Hälfte des 6. Jahrhunderts ihrerseits unter fränkischen Einfluss gelangt zu sein. Als im Jahr 555 der fränkische König Theudebald starb, erhoben sich die Sachsen allerdings gegen Chlothar I. Dieser zog gegen die Aufständischen, wobei er Thüringen verwüstete, da die Thüringer den Sachsen offenbar Hilfstruppen gestellt hatten. Kurz darauf (vermutlich 556) fand eine erneute sächsische Erhebung statt, in der die Sachsen die ihnen auferlegten Zwangsabgaben verweigerten. Gregor von Tours schreibt in diesem Zusammenhang von einer Niederlage Chlothars, während Marius von Avenches von einem erneuten Sieg Chlothars berichtet. Insbesondere weil Gregor von Tours hier ein christliches Beweisziel verfolgt, wird seine Darstellung eher in Zweifel gezogen. Unsicherheit besteht auch bezüglich der Erwähnung einer dritten Auseinandersetzung (556 oder 557), bei der Sachsen in die Francia (Franken) eingedrungen und bis in die Nähe von Deutz vorgestoßen sein sollen.
Während der Völkerwanderung hatten sich Sachsen nicht nur in Britannien, sondern auch in anderen Gegenden, etwa in Westfrankreich niedergelassen. Gregor von Tours erwähnt Sachsen um Bayeux in der heutigen Normandie. Unter ihnen war ein gewisser Childerich, der Gregor persönlich bekannt war und zum Herzog im Gebiet links der Garonne aufstieg. Einige Sachsen hatten offenbar die Langobarden im Jahr 568 auf ihrem Zug nach Italien begleitet. Nach Gregor von Tours fielen diese Sachsen später im Gebiet von Riez im südöstlichen Gallien ein, schlossen dann aber mit dem Feldherrn Mummolus einen Vertrag und schworen, dem fränkischen König als Hilfstruppen zu dienen. Sie sollten sich in der Gegend ansässig machen, von der sie einst ausgezogen waren. Als sie dorthin zurückkehrten, waren nach der Erzählung inzwischen bereits Sueben angesiedelt worden, die den Sachsen zwei empfindliche Niederlagen zufügten. Von den meisten Forschern werden die Wohnsitze dieser Sachsen und Sueben im Bereich der Bode vermutet, wo der Suebengau angeblich noch an die Sueben erinnert. Wahrscheinlicher ist aber, dass es sich um eine Region in Gallien handelt.
Eine hohe Stellung erreichte im 7. Jahrhundert der Sachse Aighyna, der vermutlich von der gallischen Atlantikküste, möglicherweise aber auch aus England stammte. Unmittelbar an den Regierungsantritt von Dagobert I. als Teilkönig im fränkischen Reichsteil Austrasien scheint sich ein sächsischer Aufstand angeschlossen zu haben. Im Zuge eines darauf folgenden fränkischen Angriffs wurde der sächsische Führer Bertoald von Dagoberts Vater Chlothar II. angeblich im Zweikampf besiegt und das Land der Sachsen verwüstet. In den folgenden Jahren entglitt den Merowingern die Herrschaft über die sächsischen Volksgruppen zusehends.
Nach der fränkischen Niederlage gegen Samo an der Wogastisburg um das Jahr 631 unternahmen die Slawen Einfälle nach Thüringen. Daraufhin schickten die Sachsen offenbar Gesandte an Dagobert, mit der Bitte, ihnen die Zwangsabgaben von jährlich 500 Kühen zu erlassen, wenn sie dafür im Ausgleich auf eigene Kosten gegen die Eindringlinge kämpfen und die fränkischen Grenzen schützen würden. Der Tod des Hausmeiers Pippin im Jahr 640 führte zu einer Krise innerhalb des Frankenreiches, die sich zuspitzte, bis das Heer Sigiberts III. unterstützt von Pippiniden in Thüringen einfiel, wo sich Herzog Radulf an der Unstrut verschanzt hatte. Das Heer des Königs musste sich geschlagen zurückziehen, worauf Radulf mit den Wenden und „benachbarten Stämmen“, worunter wohl die Sachsen zu verstehen sind, Frieden schloss.
In der Folgezeit scheinen sächsische Gruppen über Soest und Brilon (im östlichen Sauerland von NRW) bis zum Ruhrbuckel, zur Lippe und zur IJssel vorgedrungen zu sein. Dies ist allerdings nur aus archäologischen Funden zu rekonstruieren, da schriftliche Quellen zu diesen Vorgängen schweigen und es bis zum 9. Jahrhundert überhaupt keinen Text aus der Hand einer Person gibt, der sich als Sachse bezeichnet. Auch ist die Auswertung archäologischer Funde diesbezüglich problematisch, da die Ausbreitung von Kunststilen und Waffentypen nicht zwangsläufig Rückschlüsse auf die Ausbreitung von Völkern erlaubt. Das Fürstengrab in Beckum beispielsweise wurde lange als das eines sächsischen Landnahmeführers interpretiert. Heute sieht man in dem Toten eher einen fränkischen Adeligen.

### 8. und 9. Jahrhundert
Karl der Große (768–814), der Herrscher des Frankenreiches, konnte die Sachsen gegen Ende der Sachsenkriege (772–804) in erbitterten Kämpfen unterwerfen und christianisieren. Nach dem Zerfall des Frankenreiches bildete sich im Gebiet zwischen der Lippe und dem Harz das Stammesherzogtum Sachsen heraus, das ab 880 von einem Sachsenherzog (Dux totius Saxoniae) regiert wurde.

## Chronik
- frühestens 98: Der römische Autor Tacitus beschreibt die Stämme Germaniens in seiner Schrift De Origine et situ Germanorum und nennt verschiedene Stämme im späteren sächsischen Sprachgebiet, kennt jedoch den Sachsennamen nicht.
- um 140: Der in Alexandria schreibende griechische Geograph Ptolemäus stellt seinen Atlas Geographike Hyphegesis zusammen. In seiner überlieferten Form erwähnt dieser die Sachsen als zwischen Chauken und Sigulonen ansässig.[18] Dies galt lange Zeit über als früheste Erwähnung der Sachsen in den antiken Quellen[19] und hat dazu geführt, dass die Sachsen nach wie vor häufig auf modernen Karten Germaniens des 1./2. Jahrhunderts erscheinen. Heute geht die Wissenschaft von einer Textverderbnis aus, bei welcher der ursprünglich bei Ptolemäus vorhandene Name der Avionen (über eine bei Markianos von Herakleia belegte Zwischenform „ΑΞΟΝΕΣ“) mit dem bekannteren Namen der Sachsen ersetzt worden sei.[20]
- 285/286: Für dieses Jahr erwähnt Eutrop einen Aufstand der Sachsen, welche zusammen mit den Franken das Meer vor Belgien und Armorica unsicher machten.[21] Eutrops Text entstand allerdings erst am Ende des 4. Jahrhunderts und scheint mit dem Begriff „Saxones“, ähnlich den Namen „Franken“, „Alemannen“ oder „Heruler“, einen geographisch noch nicht definierten Überbegriff darzustellen, der es kaum erlaubt, Kontinuitäten mit älteren Völkerschaften festzustellen. Von „Sachsen“ wird ferner berichtet, sie unternähmen Piratenüberfälle auf die Küsten Belgiens, Britanniens und Galliens.[22]

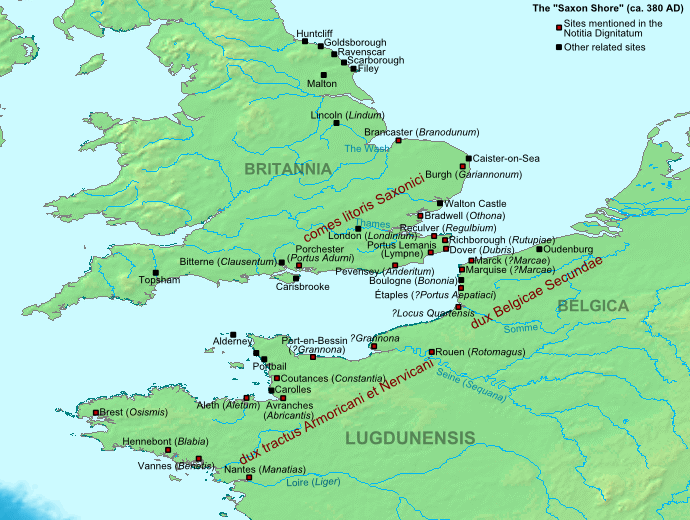
Die Sachsenküste (Litus Saxonicum) um das Jahr 380

- Um 300: Aufgrund häufiger Überfälle der Sachsen auf die römischen Küsten an der Nordsee und am Ärmelkanal befestigen die Römer diese Küsten und errichten entlang der Süd- und Südostküste Britanniens und an der Kanalküste Galliens den Litus Saxonicum, eine Kette stark befestigter Militärlager und Flottenstationen.
- 356: Kaiser Julian erwähnt die Sachsen in einer Rede – die früheste zeitgenössische und somit gesicherte Nennung des Sachsennamens.
- Ab etwa 400: Nebst Angeln und Jüten lassen sich auch Sachsen in Britannien nieder. Die Ortsnamenkunde lässt dabei vermuten, dass der Hauptteil dieser „Sachsen“ mit den Niederlanden, Westfalen und dem westlichen Niedersachsen in Verbindung standen, und nicht, mit den mutmaßlichen altsächsischen Siedlungsgebieten zwischen unterer Weser und unterer Elbe bzw. Schleswig-Holstein.[23] Der Begriff Angelsachsen kommt erst gegen Ende des 8. Jahrhunderts auf.[24]
- Um 450: Der britische Herrscher Vortigern soll[25] Sachsen zum Schutz gegen die schottischen Pikten angeworben haben.
- Um 469: Nach Gregor von Tours fiel der sächsische Heerführer Adovacrius (seine Identität mit dem bekannten Odoaker ist umstritten und eher unwahrscheinlich) in Gallien (Angers) ein, wurde aber von gallorömischen Truppen zurückgeschlagen. Die Inseln der Sachsen wurden anschließend von den Franken unter Childerich I. eingenommen und verheert (siehe auch den Artikel zum Comes Paulus).[12]
- 477: Angebliche Gründung des Königreiches Sussex („Südsachsen“).
- Um 500: Gründung des Königreiches Essex („Ostsachsen“).
- Wahrscheinlich im 6. Jahrhundert: Gründung des Königreiches Wessex („Westsachsen“).
- Um 530: Die Sachsen erreichen den Rhein.
- 531: Die Franken zerschlagen in der Schlacht an der Unstrut das Reich der Thüringer. Die Beteiligung von Sachsen an dieser Schlacht ist umstritten und beruht wahrscheinlich auf einer verfehlten Gewichtung jüngerer Autoren,[26] diente jedoch traditionell zur Erklärung des späteren Grenzverlaufs zwischen Franken und Sachsen. Tatsächlich scheinen die Sachsen infolge der Zerschlagung des Thüringer Königreiches in eine lose Abhängigkeit des Frankenreiches gelangt zu sein.
- 568: Viele Sachsen ziehen mit den Langobarden nach Italien, kehren aber bald wieder zurück, worauf es zum Streit mit den in den ehemals sächsischen Wohnsitzen angesiedelten Sueben kommt.
- Für das Jahr 577 und später erwähnt Gregor von Tours die „Sachsen von Bayeux“.
- Ab 596: Die britischen Sachsen werden zum Christentum bekehrt. Die Festlands-Sachsen bleiben bei ihrem alten Glauben.
- Um 695: Die Sachsen besiegen und unterwerfen die zwischen Lippe und Ruhr siedelnden Brukterer.[27]
- 7. Jahrhundert: Die Sachsen beginnen, Herzöge zu wählen, angeblich zunächst nur in Kriegszeiten. Diese Verwaltungshierarchie könnte aber durchaus auch auf eine fränkische Oberherrschaft hindeuten, da die Bezeichnungen der Herzöge ausschließlich in fränkischen Quellen überliefert sind. Die wahrscheinlich fränkischen Herzöge versuchten, Autonomie zu erlangen, und stellten sich an die Spitze des Widerstandes gegen die unter den Pippiniden ausgerufene Christianisierung aller Landesteile, so auch der Sachsen.
- Um 715: Die Sachsen unterwerfen die zwischen Ruhr und Lenne heimischen Chattuarier.[27]
- 738: Erster Versuch der festeren Unterwerfung unter die Fränkische Krone durch Pippin den Jüngeren
- 772 bis 804: Der Versuch der Einführung des Christentums in die größtenteils schon abhängigen Gebiete führte zu den mehr als dreißig Jahre dauernden Sachsenkriegen Karls des Großen
- 772: Eroberung der sächsischen Eresburg und Zerstörung der Irminsul, eines wichtigen religiösen Zentrums der sächsischen Religion[28]
- 775: Zweiter Feldzug der Franken. Karl der Große beschließt die vollständige Unterwerfung der Sachsen. Eroberung der strategisch wichtigen sächsischen Sigiburg hoch über der Ruhr, Wiederaufbau der Eresburg und Vorrücken bis Brunisberg. Nach einer verlorenen Schlacht an der Weser unterwerfen sich die Ostfalen unter der Führung von Hessi; auf dem Rückmarsch Karls des Großen geschieht dasselbe, nun von Seiten der Engern unter ihrem Anführer Bruno (erster Beleg der Namen „Engern“ und „Ostfalen“ in den Einhardsannalen).[29]
- 777: Karl der Große beruft eine fränkische Reichsversammlung nach Paderborn ein, inmitten des Landes der vermeintlich besiegten Sachsen. Das gescheiterte Engagement Karls in Spanien lässt die Sachsen ihren Unabhängigkeitskampf unter Führung Herzogs Widukind wiederaufnehmen.
- 785: Die Taufe des sächsischen Herzogs Widukind leitet die Christianisierung der Sachsen ein.
- 794: Entscheidende Schlacht auf dem Sintfeld.
- 799: Als Machtdemonstration Karls findet erneut eine Reichsversammlung in Paderborn statt; die Sachsen sind endgültig besiegt.
- 804: Eingliederung der Sachsen in das Reich Karls des Großen unter Beibehaltung der Thinge.
- 809: Gesandte Karls einigen sich mit Gesandten des dänischen Königs auf die Eider als Grenzfluss zwischen dem Frankenreich und Dänischem Reich. Karls Einfluss auf die Sachsen endet bei der Burg Esesfeld am Übergang der Marsch zur Geest; die Sachsen Nordalbingiens halten an ihren Traditionen und ihren Fürsten auf der Geest fest.
- 841–843: Mit dem „Stellinga-Aufstand“ kommt es letztmals zu Aufständen des sächsischen Volkes, angestachelt durch Lothar I., der Verbündete im Kampf gegen seinen Bruder Ludwig den Deutschen suchte.
- 9. Jahrhundert: Bildung des Herzogtums Sachsen, bestehend aus den Teilen Engern, Westfalen, Ostfalen und Nordalbingien. Die Macht des Landesherrn beschränkt sich in Nordalbingien auf die Marsch, auf der Geest regieren nach wie vor die traditionellen sächsischen Fürsten und Fürstenfamilien.

Mit Heinrich I. wurde im Jahr 919 ein sächsischer Herzog deutscher König. Ihm folgten die ersten deutschen Kaiser Otto I. der Große, Otto II. und Otto III. Die Epoche der Kaiser aus dem Hause der Liudolfinger endete mit dem Tod Heinrichs II. im Jahr 1024. Während dieses Jahrhunderts lag der politische und kulturelle Schwerpunkt des Reiches im Gebiet der Sachsen.
Nach der Achtserklärung Heinrichs des Löwen im Jahr 1180, wegen dessen Weigerung, dem römisch-deutschen Kaiser Friedrich Barbarossa Heerfolge nach Italien zu leisten, zerschlug der Kaiser das alte Stammesherzogtum Sachsen. Westfalen wurde in kirchlichen Besitz übergeben; Heinrich dem Löwen blieben Braunschweig und Lüneburg, die Fürsten und Bischöfe wurden für reichsunmittelbar erklärt; der Name Herzogtum Sachsen haftete nur noch einem kleinen Landesteil an der Elbe an.
Am 6. Januar 1423 wurde dieser Teil dem Markgrafen von Meißen, Friedrich dem Streitbaren, verliehen. Da der Herzogtitel die höhere Würde besaß, führte dieser von nun an den Titel „Herzog von Sachsen“, wodurch der heutige Freistaat Sachsen seine Bezeichnung bekam. Die Bewohner dieses Landstriches waren Nachfahren der seit dem 7. Jahrhundert dort ansässigen Slawen (Sorben) sowie der im Zuge der Ostexpansion seit dem 12. Jahrhundert eingewanderten mitteldeutschen Siedler aus den Gebieten des heutigen Thüringens und Hessens und hatten bis zur Namensübertragung keinen historischen Bezug zum ehemaligen sächsischen Stammesverband. Dieses neue Herzogtum Sachsen wurde danach lange als Obersachsen bezeichnet, das historische sächsische Siedlungsgebiet als Niedersachsen. Letztere Bezeichnung wurde bei der Auflösung Preußens nach dem Zweiten Weltkrieg als Name des heutigen Bundeslandes Niedersachsen wiederbelebt.

## Innere Verhältnisse
Von der Völkerwanderung wenig berührt, bewahrten die auf dem Festland verbliebenen Sachsen vermutlich eine relativ ursprüngliche germanische Volksverfassung und standen bis zur Eroberung durch Karl den Großen nie unter einem gemeinsamen König. Beda Venerabilis ist der einzige, der vor der Zeit Karls des Großen über die inneren Verhältnisse der Sachsen berichtet. Er schreibt, dass die Altsachsen nicht einen König hätten, sondern sehr viele über dem Volk stehende Lokalherrscher. Im Kriegsfalle hätten diese das Los entscheiden lassen, wer das Heer vorübergehend führt. Nach dem Krieg hätten wieder alle dieser lokalen Herrscher die gleiche Machtfülle innegehabt. Bei den sächsischen lokalen Machthabern handelte es sich möglicherweise um Stammeskönige in der Tradition des thiudan-Titels.
In der ältesten Lebensbeschreibung des heiligen Lebuin (verfasst nach 840) wird von einer Versammlung der Sachsen in Marklo berichtet, bei der sich die Satrapen mit einem Gefolge von jeweils 36 Männern versammelt hätten. Lange hat man durch eine Missdeutung des Wortes „electi“ angenommen, es wären hier gewählte Volksvertreter zusammengekommen. Bis in die jüngste Vergangenheit wurde auch in Anlehnung an Tacitus, der von germanischen Monarchien und Republiken berichtet, an eine Art ursächsische republikanische Stammesverfassung gedacht. Dies dürfte aber nicht den Tatsachen entsprechen, wie auch die Ausdeutung des Tacitus heute als verfehlt betrachtet wird.
Ein weiteres Argument für diese Deutung gilt heute ebenfalls als nicht mehr haltbar. Karl der Große ließ im Gesetzeswerk Capitulatio de partibus Saxoniae Versammlungen in Sachsen verbieten. Früher wurde der Gesetzestext so ausgedeutet, dass darin eine einzige große Versammlung der Sachsen impliziert wurde. Heute gilt der Markloer Landtag manchen als reine Fabel, anderen als nicht sicher belegt. Die Skeptiker glauben wohl an die zahlreichen Einzelherrscher der Sachsen bis zur Eroberung durch Karl den Großen, deuten aber Bedas Satrapenbegriff als bereits zeitweise bestehendes Unterordnungsverhältnis gegenüber dem fränkischen Oberherrscher. Hingegen hat Matthias Becher versucht, die Rechtspraxis und innere Verfasstheit der Sachsen durch einen Vergleich mit dem angelsächsischen Rechtssystem zu erhellen und sieht daher die satrapes als Stammeskönige an, deren Versammlung zudem notwendig war, wenn sie den von Beda erwähnten Heerführer wählen sollten. In Holstein wurden jährliche Versammlungen des Things bis 1546 fortgesetzt.

### Stammesgruppen
In der historischen Literatur kommen immer wieder die Bezeichnungen verschiedener sächsischer Stammesgruppen vor. Ob es sich dabei nicht auch um die fränkische Einteilung in Verwaltungsprovinzen handelt, ist noch nicht geklärt. Die Verwendung des Satrapenbegriffs bei Beda legt allerdings nahe, dass es sich bei den Sachsen nicht um ein politisch vollständig geeintes Volk gehandelt habe, auch wenn in derselben Quelle auch von einer „provincia Antiquorum Saxonum“ (etwa gleichbedeutend mit einem „Reich der Altsachsen“) die Rede ist, die von einer „gens“ bewohnt werde. Dennoch bleibt unklar, ob die Stammesbezeichnungen der Westfalen (Westfali, Westfalai), Engern (Angarii; in älterer Literatur und älteren Texteditionen auch Angrarii genannt), Ostfalen (Ostfalai, Osterliudi, Austreleudi, Austreleudi Saxones oder Austrasii) und Nordalbingier bei der Abfassung der frühesten Quellen bereits auf eine längere Geschichte zurückblicken konnten oder ob sie vielleicht sogar erst kürzlich im Zusammenhang mit der fränkischen Bedrohung des sächsischen Territoriums entstanden waren. Gegen eine traditionelle Dreizahl der Teilstämme – die häufig als West- und Ostfalen sowie Engern angegeben wird – spricht die Existenz der Nordalbingier (historisch auch Nordliudi), der Barden, der Wigmodier, Haruden oder Nordschwaben als eigenständiger Entitäten des sächsischen Volks. Erst später teilte man die Nordleute und Bardengauer anscheinend den Ostfalen zu.
Möglich scheint, dass die drei gleichsam kanonischen Teilstämme der Sachsen ihre Bekanntheit durch ihre südliche Lage in der Nähe der fränkischen Aggressoren verdanken, denen sie sich als erste unterwerfen mussten und folglich als „fideles Saxones“ hervorgehoben wurden. Nicht auszuschließen ist, dass sich im Zuge der fränkisch-sächsischen Auseinandersetzung kleinere Territorien zu größeren Gebilden zusammenfanden und so die bekannten Großstämme bildeten. Dies würde auch den zeitlichen Vorrang der Westfalen gegenüber den erst später unter militärischen Druck geratenden Engern und Ostfalen und erst recht den weiter nördlich gelagerten Wigmodiern, Bardengauern und Nordalbingiern erklären. Neben dem Westfalen Widukind haben sich die Namen der Teilkönige Bruno (Engern), Hessi und Theoderich (beide Ostfalen) erhalten. Da auch die Friedensschlüsse mit den Franken (als Unterwerfungen sächsischer Anführer oder Kleinkönige) auf der regionalen Ebene vollzogen wurden, gingen die Stammesbezeichnungen in die Verwaltungsstruktur des fränkischen Reiches über und wurden später eventuell nach Norden fortgeschrieben; zu dieser Vermutung passt die Häufung der Belege jeweils im südsächsischen Raum.
In historischer Zeit wurden die drei bekannten Teilstämme folgendermaßen voneinander abgegrenzt:
1. Westfalen: der westliche Teil des alten Sachsenlandes um die Flüsse Ruhr, Sieg, Lippe und Ems, also das heutige Münsterland über Osnabrück bis zur friesischen Grenze, im Süden einschließlich des heutigen östlichen Ruhrgebietes und Sauerlandes und im Westen die heutigen niederländischen Provinzen Overijssel und Drenthe.
2. Engern: der mittlere Teil des alten Sachsenlandes um die Flüsse Weser, Diemel, Leine bis zur Aller, also das östliche Sauerland bzw. östliche Westfalen an der Weser von Hannoversch Münden bis über Minden um Göttingen bis an die untere Leine in Hannover hinunter bis Holstein und Friesland.
3. Ostfalen: der östliche Teil des alten Sachsenlandes um die Flüsse Aland, Ohre, Saale, Oker, Bode im Osten bis zur Elbe, also die Gegend um Magdeburg, Braunschweig, Hildesheim, Halberstadt im Süden einschließlich des Harzes, im Norden und Osten bis zur Elbe.

Die Bezeichnung Westfalen ist als einzige auch in späterer Zeit als Name eines politischen Territoriums erhalten geblieben, während die Namen Engern und Ostfalen bei der Auflösung des Herzogtums Sachsen nach der Achtserklärung Heinrichs des Löwen 1180 verlorengingen. Allein im Titel der Regenten des jüngeren Herzogtums Sachsen, Herzog von Sachsen, Engern und Westfalen, hatte der Name Engern weiterhin Bestand. Ostfalen bestand nur als Name des Ostfalengaus weiter.

#### Westfalen
Die Westfalen lebten hauptsächlich zwischen dem Rheinvorland (Münsterland, mittlere Ruhr, Sauerland) und der Weser. Ihr Name hat die Bedeutung „Westmänner“ oder „Westsachsen“ und ist erstmals zur Zeit Karls des Großen bezeugt. In der letzten Zeit wurde die ethnische Zugehörigkeit der Westfalen zu den Sachsen überzeugend in Frage gestellt. Auffällig ist, dass die archäologischen Funde aus Westfalen belegen, dass die dort ansässige Bevölkerung schon im 6. Jahrhundert unter starkem fränkischen Einfluss stand, ohne jedoch dem Frankenreich zugerechnet werden zu können.
Eine Zugehörigkeit zur sächsischen Ethnie kann ebenso nicht nachgewiesen werden. Wohl erst der Druck der fränkischen Eroberung hat die westfälische Bevölkerung zum Zusammengehen mit den Sachsen genötigt. In der Betrachtung durch die erfolgreiche fränkische Seite wurden dann auch die eigenständigen Bevölkerungsteile Westfalens unter dem Begriff der Sachsen subsumiert.

#### Ostfalen(Saxonia Orientalis)
Die Ostfalen („Ostmänner“) lebten zwischen Weser und Elbe. Dieses ursprünglich thüringische Gebiet wurde erst im 7. bis 10. Jahrhundert von Sachsen besiedelt.

#### Engern
Die Engern nahmen in Sachsen offenbar eine Mittelstellung ein. Sie lebten an der Weser, zwischen Ostfalen und Westfalen. In ihrem Gebiet liegt die Stätte der jährlichen Versammlung von Marklo an der Weser. Der Name der Engern (lateinisch Angarii) scheint die verkürzte Form des Namens der Angrivarier zu sein, die demnach einen wichtigen Stamm der Sachsen bildeten.

#### Nordalbingier
Als Nordalbingier (von lateinisch Albis „Elbe“) werden die nördlich der Elbe siedelnden Stormaren, Holsteiner und Dithmarscher bezeichnet. Von den übrigen sächsischen Stämmen unterschieden sich die Nordalbingier durch das Fehlen einer Unterteilung in Stände. So gab es weder Adel noch Laten. Alle Bauern waren vor Gericht gleich. Eliten bildeten sich nur für fest umrissene Aufgabenbereiche und auch nur vorübergehend aus. Ämter waren also nicht vererblich. Damit ähnelte die Verfassung der drei Stämme eher dänischem als sächsischem Recht. Das Siedlungsgebiet der Nordalbingier wurde nach Norden von Eider und Levensau (westlich von Kiel), nach Osten durch die Schwentine begrenzt und stieß nur an der Kieler Förde an die Ostsee. Die östlich angrenzenden Gebiete waren im 5. Jahrhundert aufgegeben worden und wurden seit Ende des 7. Jahrhunderts von einwandernden Slawen erneut urbar gemacht (Ostholstein und Lauenburg), die im Hochmittelalter von den Holsteiner Grafen unterworfen wurden. Dithmarschen, Holstein und Stormarn waren im Zuge der kriegerischen Auseinandersetzungen zwischen dem dänischen Königreich und dem römisch-deutschen Kaiserreich vom restlichen Sachsen getrennt. Oft regierten hier landflüchtige dänische Könige mit Duldung des Kaisers, die in Dänemark vom Thron gestürzt worden waren, so wie auch in einigen Teilen Nordwestniedersachsens. Zweimal wurde dieses Gebiet vom römisch-deutschen Kaiser dem dänischen Königshaus zuerkannt.

### Religion
Auf einen umfangreichen Pferdekult der Altsachsen deuten 42 Pferdebestattungen bei Rullstorf nahe Lüneburg hin.

## Sprachen
Die Sprache im sächsischen Stammesverband wird dem Nordseegermanischen zugeordnet und bildete gemeinsam mit den engverwandten Sprachen der Angeln und Jüten die Grundlage des Angelsächsischen.  Das Festlandsächsische stand bis zum 10. Jahrhundert dem Altenglischen näher als dem Althochdeutschen. Die sprachliche Situation der frühen sächsischen Sprache ist während eines Großteils der Völkerwanderungszeit komplex und undurchsichtig. Aus sprachwissenschaftlicher Sicht ist die traditionelle Geschichtsschreibung der Ansiedlung der Angeln, Jüten und Sachsen in Britannien problematisch, da die sprachliche Landschaft, die sich unmittelbar danach entwickelte, nicht vollständig mit der Erzählung von drei sehr ähnlichen Volksgruppen, die die Nordsee überquerten, übereinstimmt. Der Grund dafür ist, dass die germanischen Dialekte in Britannien ein Dialektkontinuum bildeten (Altenglisch), während die Dialekte des Altfriesischen und Altsächsischen, die auf dem Kontinent verblieben, dies nicht taten, obwohl diese Dialekte direkt aneinander grenzten. Stattdessen wurde Altsächsisch relativ schnell Teil des umfassenderen kontinentalen westgermanischen Dialektkontinuums.
Der Linguist Elmar Seebold schlug eine Lösung für dieses Paradoxon vor. Seiner Ansicht nach, sind im 3. Jh. Landnehmer aus dem Gebiet der Angeln nach Süden gezogen, wo sie sich nach ihrer Waffe Sachsen nannten. Im Gebiet südlich des anglischen Stammesgebiets trafen sie auf Einheimische, deren Sprache von der ihren deutlich verschieden war. Die Landnehmer setzten sich durch und breiteten ihren Herrschaftsbereich aus; der dadurch entstandene Großstamm wurde nach den herrschenden Landnehmern Sachsen genannt. Entsprechend hieß auch das Land. Wesentlich später (wohl im 5. Jh.) zogen die Angeln des ursprünglichen anglischen Gebiets nach Britannien und Friesland. Die mit den Angeln verwandten Nachkommen der Landnehmer aus Sachsen, und nicht, oder zumindest nicht in wesentlichem Umfang, die Nachkommen der dortigen Einheimischen, migrierten ebenfalls. Die Sprachen der Angeln und der Landnehmer-Nachkommen waren eng verwandt, deshalb konnte in Britannien ein Kontinuum zwischen Anglisch und Sächsisch entstehen. Im Land Sachsen selbst hatte die ursprüngliche Bevölkerung nach dem mindestens teilweisen Abzug der Landnehmer-Nachkommen ein so starkes Übergewicht, dass sich ihre Sprache, d. h. vermutlich: die Sprache der Chauken, die Sprache der Thüringer und vielleicht weiterer Altstämme, durchsetzte.
Im Gegensatz zu den Britischen Inseln bildete sich auf dem Kontinent kein Dialektkontinuum zwischen Altfriesisch und Altsächsisch. Stattdessen wurden die altsächsischen Dialekte der Zeit nach der Migration Teil des größeren kontinentalen westgermanischen Dialektkontinuums bsw. schlossen sich diesem wieder an.
Niedersächsisch oder Niederdeutsch ist eine eigenständige Sprache mit einer eigenen Grammatik. Danach gliedert sich das Niedersächsische in folgende Sprachuntergruppen, in denen erneut die alten sächsischen Stammes- oder Gaunamen auftreten:
1. Nordniederdeutsch
2. Westfälisch
3. Ostfälisch

Auch das als Sprache der Hanse verbreitete Niederdeutsche geht vor allem auf das Sächsische zurück. In Schleswig-Holstein und den nördlichen Teilen des Bundeslandes Niedersachsen und Mecklenburg-Vorpommern wird bis heute neben Hochdeutsch auch Niederdeutsch gesprochen. Auch Westfälisch, Ostfälisch und das in Brandenburg und im Norden von Sachsen-Anhalt bis ins 20. Jahrhundert in ländlichen Gebieten gebräuchliche „Platt“ sind niederdeutsche Dialekte. Selbst der heutige Südmärkische Dialekt hat ein deutlich niederdeutsches Substrat.
Der heute umgangssprachlich als „Sächsisch“ bezeichnete Dialekt Obersachsens (Kursachsen), des heutigen Freistaates Sachsen, Ost-Thüringens sowie des südlichen Sachsen-Anhalts, geht auf ostmitteldeutsche Sprachen zurück und gehört zur thüringisch-obersächsischen Dialektgruppe.